# 시드니 링거

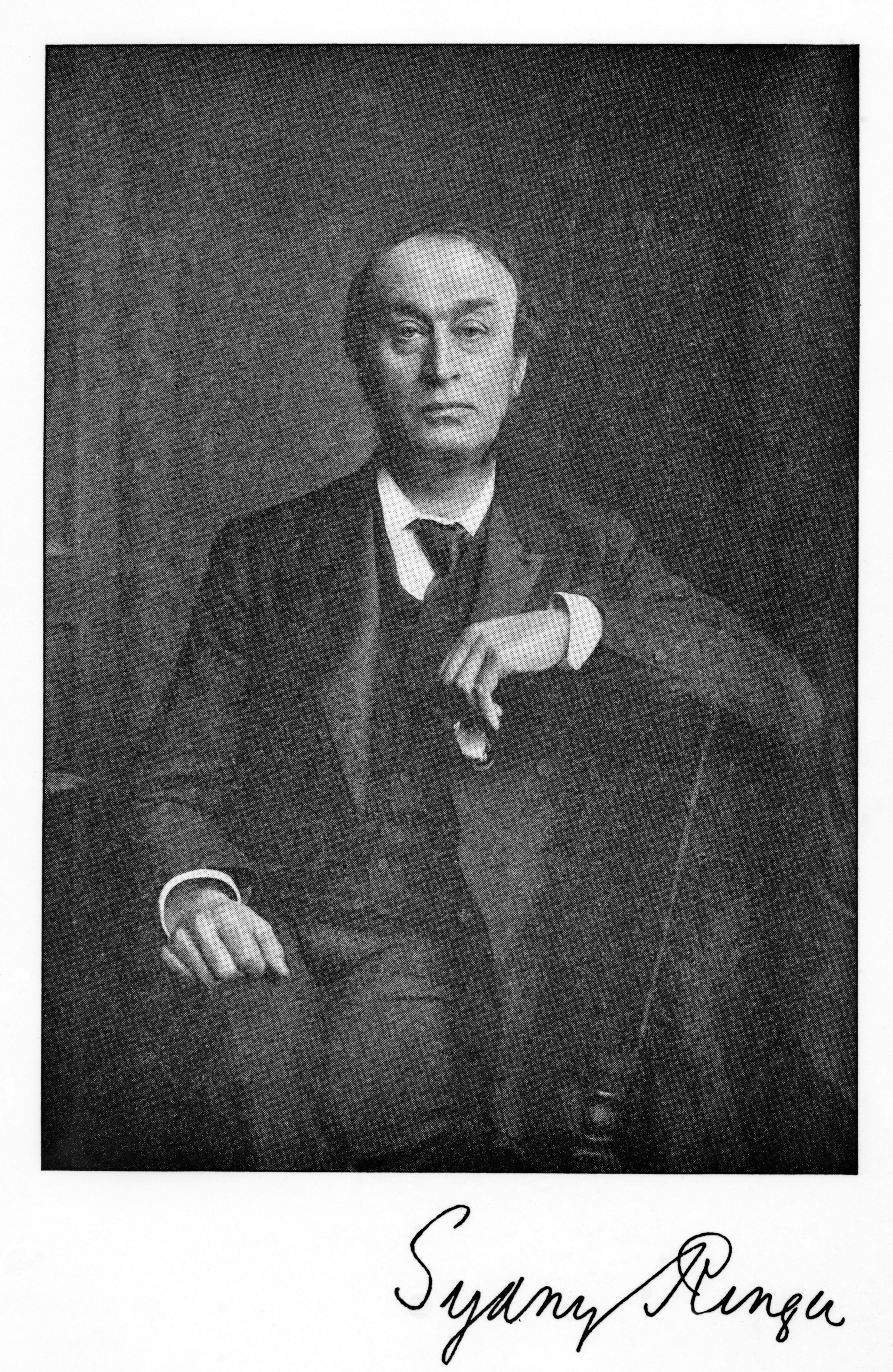

시드니 링거(Sydney Ringer, 1835년 ~ 1910년)는 영국의 약리학자 및 의사이다. 잉글랜드 노퍽주 노리치에서 태어났다. 런던 대학에서 의학을 공부하고, 1863년부터 1900년까지 모교의 병원 외과 의사로 근무했다. 1882년에 최초의 생리적 염류 용액인 링거 액을 만들었다. 그는 각종 염류의 조직, 특히 그것이 심근에 미치는 작용을 조사하여 어떤 종류의 이온이 적당한 비율로 담겨 있는 액은 생활 조직을 활발하게 해 주는 한 혈액의 대용으로 충분히 도움이 된다는 것을 발견했다. 또 알칼로이드를 연구하여 심근 마취제의 직접 작용을 처음으로 발견했다. 그의 저서로는 《치료학 핸드북》 등이 있다.